# Gregorio Rodríguez Carrillo
Gregorio Rodríguez Carrillo OSBM (* 9. Mai 1769 in Villanueva del Ariscal, Spanien; † 12. März 1828 in Cartagena, Kolumbien) war Bischof des römisch-katholischen Bistums Cartagena in Kolumbien.

## Leben
Gregorio Rodríguez Carrillo wurde im Jahre 1796 in der spanischen Ortschaft Villanueva del Ariscal in der Provinz Sevilla geboren. Rodríguez trat dem Orden der Basilianer bei. Am 8. März 1816 wurde er im Alter von 46 Jahren zum Bischof von Cartagena in Kolumbien ernannt. 
Die Bischofsweihe von Gregorio Rodríguez Carrillo, zugleich die offizielle Einsetzung in das Bischofsamt, fand am 21. Juli 1816 in Cartagena statt. Hauptkonsekrator war Bischof Andrés Esteban Gómez, Mitkonsekratoren waren die Bischöfe Andrés García Palomares und Luis Gregorio López Castillo.
Bischof Gregorio Rodríguez Carrillo verstarb im Alter von 58 Jahren.

## Weblink
- Eintrag auf catholic-hierarchy.org.

| Personendaten    | Personendaten                    |
| ---------------- | -------------------------------- |
| NAME             | Rodríguez Carrillo, Gregorio     |
| KURZBESCHREIBUNG | Bischof von Cartagena, Kolumbien |
| GEBURTSDATUM     | 9. Mai 1769                      |
| GEBURTSORT       | Villanueva del Ariscal, Spanien  |
| STERBEDATUM      | 12. März 1828                    |
| STERBEORT        | Cartagena, Kolumbien             |